# Эльвира Кастильская (королева Сицилии)
Эльви́ра Касти́льская (исп. Elvira de Castilla; ок. 1100 — 8 февраля 1135) — первая королева Сицилии.
Эльвира была дочерью короля Леона и Кастилии Альфонсо VI от его последней жены Изабеллы (возможно, что это — Заида, дочь эмира Севильи, принявшая после крещения имя Изабелла). Эльвира выросла в Толедо, так что, возможно, она подверглась влиянию царившей там атмосферы веротерпимости, характерной и для Сицилии.
В 1117 году Эльвира вышла замуж за сицилийского графа Рожера, однако виделась с ним после этого редко, так как ему приходилось подавлять мятежи феодалов на Итальянском полуострове, а она сидела с детьми в Палермо. Тем не менее, брак был счастливым. В 1130 Рожер короновал себя королём Сицилии, а Эльвира стала королевой. Она родила Рожеру пять сыновей.
В 1135 году Рожер заразился смертельной болезнью, заболела и Эльвира. Рожер выжил, Эльвира — нет, королева умерла 8 февраля. После её смерти Рожер впал в такую глубокую депрессию, что провёл несколько дней в её комнате, в результате чего люди решили, что он тоже умер. Эта реакция показывает, что брак Рожера и Эльвиры был не обычным политическим браком по расчёту, а действительно крепким союзом. Рожер оставался вдовцом пятнадцать лет и вновь женился лишь после того, как умерли четверо из пяти сыновей, родившихся от Эльвиры.

## Дети
- Рожер (1121—1148), герцог Апулии, наместник отца на континенте и его предполагаемый преемник. Не имея законных детей, он оставил побочного сына Танкреда ди Лечче (1135—1194), впоследствии (с 1190) короля Сицилии.
- Танкред (ум. между 1139 и 1143), князь Бари.
- Альфонсо (ум. 1144), князь Капуи и герцог Неаполя.
- Вильгельм I Злой (1126—1166), король Сицилии (с 1154).
- Генрих — умер в детстве.